# دار الرماد

دار الرماد هو أكبر أحياء مدينة الفيوم في مصر من ناحية عدد السكان والمساحة ومن معالم دار الرماد الشارع الجديد وشارع الشيخة خضرة الذي يحوي آثارأ.
وبها أكبر تكتل شباب في المحافظة
منطقة دار الرماد تضم عدد غير قليل من المتعلمين الحاصلين على الدكتوراه من مصر وأوروبا وهناك قطاع كبير من قاطنيها حاصلون على مؤهلات عليا متنوعة في مختلف المجالات، ولكن معظم تلك المؤهلات تنحصر بين المهن الطبية (أطباء، صيادلة، تمريض، علاج طبيعي وبيطري) بالإضافة إلي عدد لا بأس به من المعلمين في مختلف المواد.
تقع دارالرماد في الناحية الشمالية لمدينة الفيوم
بها عدد من المصالح الحكومية الهامة مثل 
ديوان عام محافظة الفيوم الجديد الذي تم انشائه1989 مكان محطة بحوث الدواجن بالفيوم
مديرية الزراعة بالفيوم
المستشفى العام لمحافظة الفيوم النيابة الإدارية، مدرسة الفيوم الثانوية الزراعية التي تم انشائها 1958 على مساحه 9 فدان مبانى
وأكثر من 30 فان اراضى زراعيه قبل أن تستقطع منها مساحه لكلية الزراعة عند انشائها
سنة 1978
منطقة الفيوم الأزهرية وأكبر معهد ازهرى بالمحافظة اعدادى وثانوى وحديثا ضم ابتدائى 
مديزية الطب البيطرى 
حديقة الحيوان بمحافظة الفيوم
مديرية الطرق والكبارى بمحافظة الفيوم
كان بها أول محطة بحوث للدواجن التي تشتهربالفراخ الفيومى المنقطة ازرق في أبيض والتي اتى بها محمد على باشا معه من ألبانيا حين اتى إلى مصر
وتم نقل هذه المحطة وانشئ مكانها مبنى المحافطة وحديقة الحيوان
وأيضا كان بها محطة لتحسين سلالات الماشية
ومعصره زيت الزيتون
واللذان تم بناء مكانهما عمارات الزراعيين 
وقد تضاعفت مساحة الكتلة السكانية أكثر من مره واذدات أكثر بعد
ثورة 25 يناير 2011
تشتهر دار الرماد بفاكهة التين والتي تنسب لهذة المنطقة
ويعرف بالتين الرمادى ويزرع التين فيها بطريقة مكثفة
جدا لذلك لايعمر طويلا من7-10 سنوات بعكس طبيعه شجرة
التين المعمرة 
ويمتاز هذا الصنف بانه شديد الحلاوة ولكثه سريع التلف
لزيادة نسبة الرطوبة به ثظرا لطبيعة زراعتة بالمنطقة
في ارض ثقيلة مع ريه اسبوعيا
كما يوجد في دار الرماد العديد من المحال التجارية والتي تلبي كافة احتياجات المنطقة وتقع اغلب المحلات في الشارع الجديد

## وصلات داخلية
- مصر
- الفيوم